# المنامة (الرقة)
المنامة قرية سورية تتبع ناحية الكرامة في منطقة مركز الرقة في محافظة الرقة. بلغ عدد سكانها 4160 نسمة في عام 2004 حسب إحصاء المكتب المركزي للإحصاء.